# Metoncholaimus antarcticus
Metoncholaimus antarcticus is een rondwormensoort uit de familie van de Oncholaimidae. De wetenschappelijke naam van de soort is voor het eerst geldig gepubliceerd in 1896 door Linstow.